# فرودگاه سندی بای
فرودگاه سندی بای (به انگلیسی: Sandy Bay Airport) یک فرودگاه همگانی است که یک باند فرود شن دارد و طول باند آن ۸۷۸ متر است. این فرودگاه در کشور کانادا قرار دارد و در ارتفاع ۳۰۵ متری از سطح دریا واقع شده است.